# Gmina Sandviken
Gmina Sandviken (szw. Sandvikens kommun) – gmina w Szwecji, w regionie Gävleborg, siedzibą jej władz jest Sandviken.
Pod względem zaludnienia Sandviken jest 63. gminą w Szwecji. Zamieszkuje ją 36 835 osób, z czego 49,52% to kobiety (18 239) i 50,48% to mężczyźni (18 596). W gminie zameldowanych jest 1211 cudzoziemców. Na każdy kilometr kwadratowy przypada 31,56 mieszkańca. Pod względem wielkości gmina zajmuje 86. miejsce.